# Leptochiton torishimensis
Leptochiton torishimensis is een keverslakkensoort uit de familie van de Leptochitonidae. De wetenschappelijke naam van de soort is voor het eerst geldig gepubliceerd in 1984 door Wu & Okutani.